# Nathaniel Lees
Nathaniel Lees (* 20. Juli 1952 in Auckland, Neuseeland) ist ein neuseeländischer Schauspieler und Theater-Regisseur.
Lees ist das Kind samoanischer Eltern und wuchs in Auckland auf. Ab 1975 wurde er als Theaterschauspieler im dortigen Mercury Theater tätig. Seine erste Fernsehrolle spielte er 1984. In den 1990er Jahren war er selbst Regisseur am Mercury Theater. 1994 war er als Langohrchef in Rapa Nui – Rebellion im Paradies zu sehen. In Der Herr der Ringe: Die zwei Türme (2002) spielte er den Uruk-hai Uglúk. In Matrix Reloaded und Matrix Revolutions von 2003 war er als Captain Mifune zu erleben.

## Filmografie (Auswahl)
- 1990–1991: Shark in the Park (Fernsehserie, 24 Folgen)
- 1994: Rapa Nui – Rebellion im Paradies (Rapa Nui)
- 1994: Hercules und das vergessene Königreich (Hercules and the Lost Kingdom, Fernsehfilm)
- 1995: Bonjour Timothy
- 1995–1997: Hercules (Hercules: The Legendary Journeys, Fernsehserie, 4 Folgen)
- 1996–1998: City Life (Fernsehserie, 8 Folgen)
- 1998–1999: Der junge Hercules (Young Hercules, Fernsehserie, 24 Folgen)
- 2001: The Other Side of Heaven
- 2001: Die vergessene Welt (The Lost World)
- 2002: Der Herr der Ringe: Die zwei Türme (The Lord of the Rings: The Two Towers)
- 2003: Matrix Reloaded
- 2003: Matrix Revolutions
- 2007: 30 Days of Night
- 2008: Power Rangers Jungle Fury (Fernsehserie, 6 Folgen)
- 2009: Under the Mountain
- 2011: Ice – Der Tag, an dem die Welt erfriert (Ice) (Fernsehfilm)
- 2018: Mortal Engines: Krieg der Städte (Mortal Engines)